# Cowdenbeath FC
Cowdenbeath FC je skotský poloprofesionální fotbalový klub, který sídlí ve městě Cowdenbeath (kraj Fife). Je známý pod přezdívkami Blue Brazil (Modrá Brazílie, podle barvy dresů) nebo The Miners (Horníci).
Byl založen v roce 1881 spojením týmů Cowdenbeath Rangers a Cowdenbeath Thistle. V roce 1905 vstoupil Cowdenbeath do skotského ligového systému, v letech 1914 a 1915 vyhrál druhou ligu, ale postup do nejvyšší soutěže mu byl odepřen: podle tehdejších pravidel muselo být přijetí nováčka schváleno hlasováním stávajících ligových klubů. Teprve v roce 1924 se Cowdenbeath poprvé dostal do nejvyšší soutěže a v první sezóně skončil na pátém místě, což byl jeho historicky nejlepší výsledek. Po deseti sezónách z ligy v roce 1934 sestoupil, v roce 1939 si znovu vybojoval postup, ale liga byla po vypuknutí druhé světové války zrušena a po válce byl počet účastníků snížen. Cowdenbeath pak hrál nejvyšší soutěž pouze v ročníku 1970/71. V roce 2016 skončil na devátém místě v třetí nejvyšší skotské soutěži Scottish League One a sestoupil do čtvrté ligy.